# Regione di Hrodna
La regione di Hrodna (in bielorusso Гродзенская вобласць?, Hrodzenskaja voblasć) o oblast' di Grodno (in russo Гродненская область?, Grodnenskaja oblast') è una delle sei regioni della Bielorussia.

## Geografia fisica
La regione si trova ad ovest della Bielorussia, al confine con Polonia e Lituania, e confina con le regioni di Minsk, Brėst e di Vicebsk.

## Suddivisione
La regione è divisa in 17 distretti più 2 urbani (Hrodna e Lida). Qui riportato l'elenco:
- Distretto di Ašmjany
- Distretto di Astravec
- Distretto di Dzjatlava
- Distretto di Hrodna
- Distretto di Iŭe
- Distretto di Karėličy
- Distretto di Lida
- Distretto di Masty
- Distretto di Navahrudak
- Distretto di Ščučyn
- Distretto di Slonim
- Distretto di Smarhon'
- Distretto di Svislač
- Distretto di Vaŭkavysk
- Distretto di Vjalikaja Berastavica
- Distretto di Voranava
- Distretto di Zėl'va

## Città

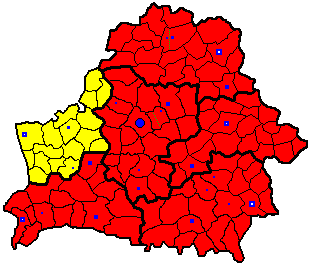
Mappa a suddivisione distrettuale

### Centri maggiori
- Hrodna (315.000)
- Lida (100.000)
- Slonim (51.600)
- Vaŭkavysk (46.800)
- Smarhon' (36.700)
- Navahrudak (30.800)
- Karėličy (30.000)

### Altri centri
- Ašmjany
- Masty
- Ščučyn